# Lapenilla
Lapenilla (Lapenilla en aragonés) es una localidad española dentro del municipio de La Fueva, en el Sobrarbe, provincia de Huesca, Aragón. Actualmente está despoblada.

## Geografía e historia
Se sitúa a poca altura, como cerro de las estribaciones meridionales de la sierra del Turón, en el valle del Cinca y en la actualidad junto con la ribera del embalse de El Grado. Forma parte de la cuenca del barranco de Clamosa (también llamado de Lapenilla), en la margen izquierda de donde se halla Clamosa. Formó parte del municipio de Clamosa hasta su incorporación a La Fueva en la década de 1960, consecuencia de la total despoblación de los dos núcleos más grandes que lo componían: Clamosa y Lapenilla.
Lapenilla es la última localidad en la comarca del Sobrarbe por el sur, respectiva al curso del río Cinca; 1 kilómetro más abajo el río pasa a estar en el límite entre el Somontano de Barbastro (Mipanas) y la Ribagorza, por delante de la aldea de Puy de Cinca. El acceso es posible por una pista asfaltada que nace en el lateral de la carretera local HU-V-6441 de Graus a Troncedo pasando por Pano.
Como muchos otros lugares del Alto Aragón, Lapenilla parece presentar una estructura defensiva que posiblemente se remonta a la Edad Media. El historiador Manuel Benito Moliner afirmaba que aquí existió una vez un castillo, cuyas ruinas todavía se podrían encontrar al oeste de la población, que se hallaba en manos cristianas en el año 1067. En el punto más alto delo lugar, a 670 m s. n. m., hay un palacio o casa fuerte que recibe el nombre de Casa El Señor, que junto con la iglesia es uno de los atractivos de la población, aunque en la actualidad se halla en ruinas. Se sabe que el lugar era señorío de los Mur de Muro de Roda en el siglo XVI, y que en los siglos XVIII y XIX era de los Heredia de Graus.

## Economía

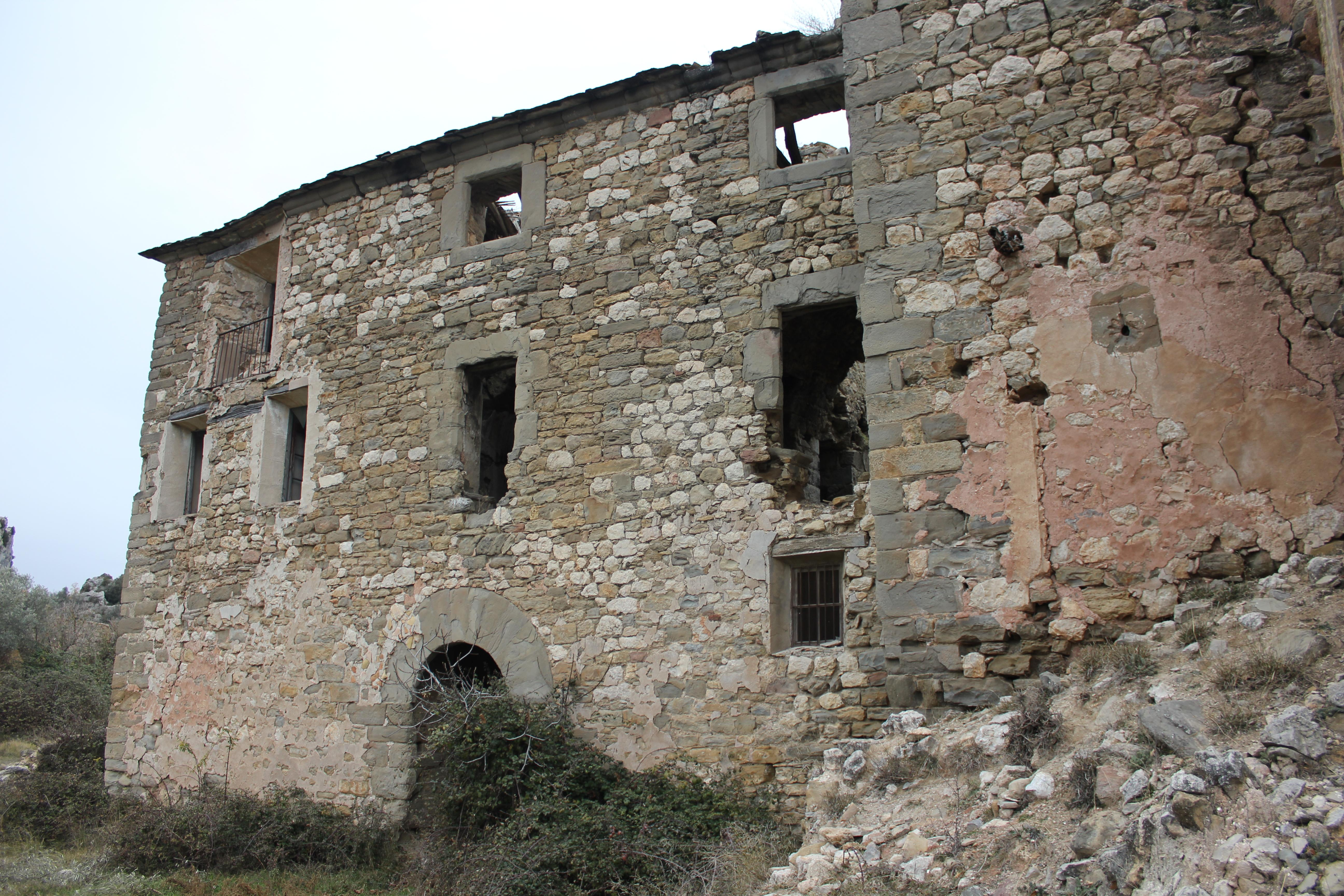
Algunas casas de Lapenilla hacen pensar en un pasado que podría haber sido bastante acomodado. Casa El Señor, en la imagen, pertenecía a una rama de los Mur de La Fueva, que fueron señores de la localidad desde el siglo XVI.

Económicamente Lapenilla era un lugar de predominio agrícola, con los campos estructurados en franjas que desde los alrededores de las casas se prolongaban bajando por tres de los cuatro costados que la orografía permite. Los cereales sembrados eran el cultivo que predominaban, de acuerdo con lo que se ha podido constatar, a pesar de que también se podría pensar en muchos otros lugares, los olivos y los almendros plantados en los límites de los campos complementaban la productividad agrícola de las fincas y ayudaban a contener la tierra, y algunas fincas se dedicaban a la producción de vino para el consumo propio.
En cuanto a la ganadería, Benito Moliner pensaba que era un oficio que había perdido terreno desde el siglo XIX hasta la despoblación final, y calculaba unas 20 cabezas de ganado (entre ovejas y cabras) por cada casa, más los bueyes y machos que se pudiese tener. Algunos conejos y gallinas complementarían la producción animal para ayudar a la alimentación de los habitantes, y un poco de ganaderñía de insectos (principalmente abjeas y de forma más residual gusanos de seda) habrían podido dar productos más secundarios para la venta.
Lapenilla tenía también un molino de aceite aunque no tenía nada de grano, lo que hace pensar en lo principal que era la producción de este líquido en la zona (por ejemplo, en Clamosa se llegaron a producir 3.000 kg en 1787) pero para moler el grano había que ir a la vecina capital municipal que era Clamosa. Un tejero y una producción menor de leña y carbón vegetal con las encinas y quejigos de los alrededores completaban la industria del lugar.

## Demografía

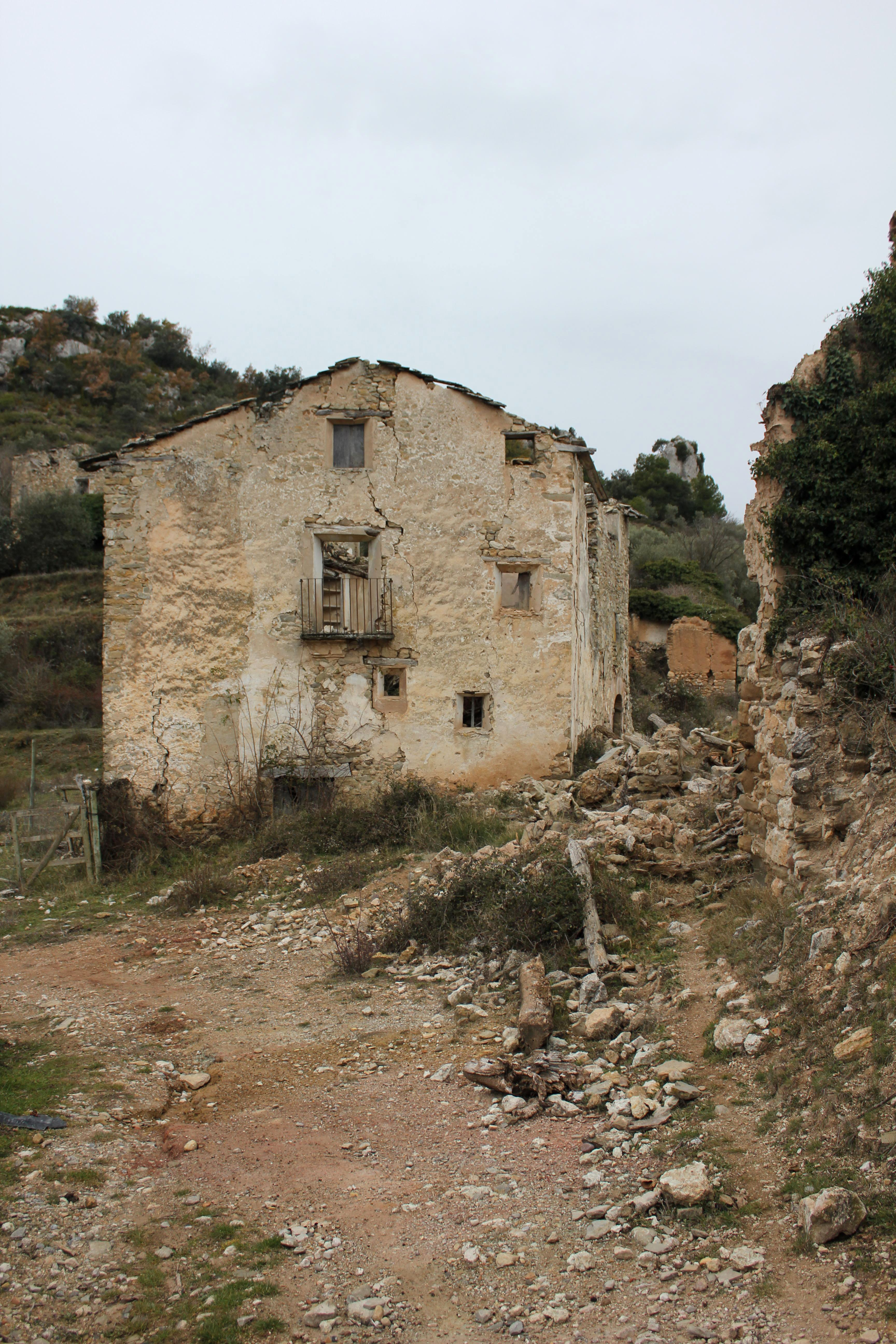

Aunque se tiene conocimiento de Lapenilla desde el siglo XI, según Benito Moliner no se puede encontrar ninguna referencia demográfica anterior a 1646, en la que siendo señorío de los Mur, en Lapenilla se cuentan 8 fuegos (casas) que el mismo autor estima que representarían unos cuatro o cinco habitantes por cada casa, de entre 32 y 40 habitantes en la localidad.
En 1713, en Lapenilla el número de casas (fuegos) se habría reducido a la mitad, con 4 fuegos, lo que haría un total de 20 a 25 habitantes de alcuerdo con el promedio de 4-5 habitantes/casa que Manuel Benito encuentra adecuado. En 1787, 64 años después, el número de casas que pagaban impuestos en Lapenilla se conserva estable, con 4 fuegos, pero con una ocupación doméstica estimable de 13 personas/casa, lo que daría un total de 52 habitantes.
Hacia 1860, el número de ocupantes de cada casa habría bajado hasta 9,1 habitantes/casa, pero con un total de once casas, lo que haría una población total cercana a los 100 habitantes, y en 1900, con un promedio de ocupación de 8,45 habitantes/casa, la población en Lapenilla rondaría los 93 habitantes.
En la actualidad y desde los años 1960 en que fue expropiado por la Confederación Hidrográfica del Ebro, Lapenilla se encuentra totalmente despoblado.

## Imágenes

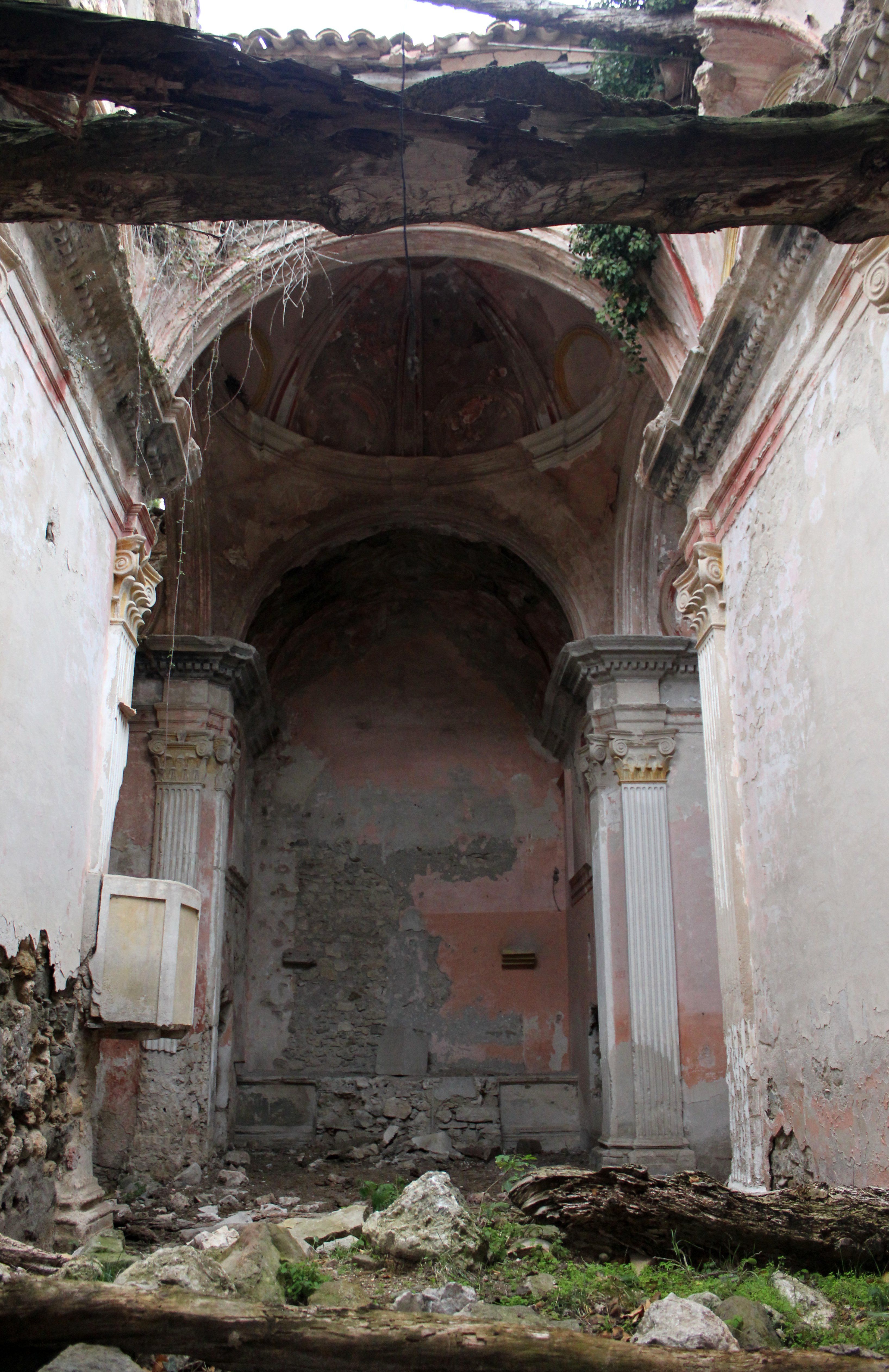
Interior de la iglesia de San Julián (siglo XVIII).
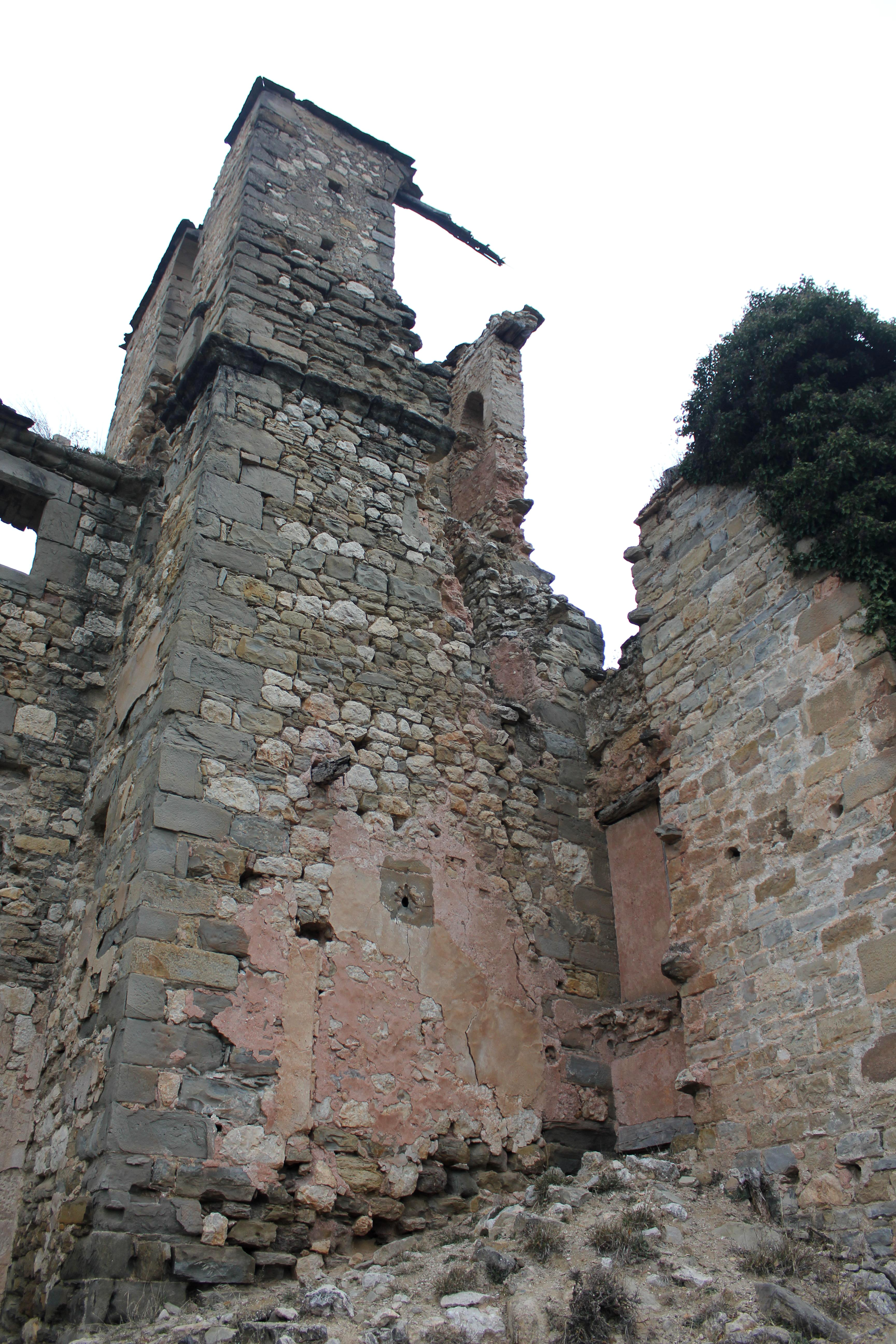
Campanario de la iglesia de San Julián.

## Fiestas
- 6 de enero, fiesta de invierno, celebrando la Epifanía.[6]
- Lunes de Pascua, romería a la ermita de San Martín.[6]
- 13 de agosto, Fiesta Mayor, en honor a San Póliz.[6]

## Lengua
En Lapenilla se usaba un modelo de aragonés fovano similar en léxico y morfosintáxis al usado en el resto de La Fueva. Presenta como rasgos diferenciales del resto del fovano el sistema de artículos EL, LA, LOS, LAS y el uso del pronombre MOS en vez de NOS. 
El resto de rasgos son coincidentes con el fovano, conservación de la F latina (ferrero, fumo, figo, fambre), conservación del sonido prepalatal fricativo sordo (ixo, ixargaderas, ruxada, ixordiga), pronunciación de la R final (lugar, muller, fer), plurales aragoneses (camions, lugars, corderetz, tozals), conservación de los rasgos propios de la conjugación aragonesa (teneba, feba, fez, fendo, ixugando, podez, viengo, mos n'imos, tos n'itz) participios irregulares (fecho, dicho, puesto, quiesto) y uso del pasado perifrástico (vamos fer, va venir, se va espantar).
Igualmente conserva con pronombres EN y I en todos sus usos y colocaciones de forma muy vital, tomando las formas NE y IE en los infinitivos, gerundios e imperativos en posición postverbal.
El léxico es el común a todo Sobrarbe sin presentar ningún rasgo fonético del ribagorzano que se empieza a hablar en la localidad de Secastilla. Ejemplos de léxico de Lapenilla: ixugar, fambre, muller, cosa, galpiciar, galchofera, flama, lugar, fartalla, engardaixina, choven, cremallo, charraputiar, charchoso, requesta)